# Hanna Wördy
Hanna Wördy, eigentlich Hanna Winkler, (* 29. Oktober 1927 in Innsbruck; † Dezember 1985) war eine österreichische Schauspielerin.

## Leben
Wördy trat das erste Mal in den 1950er Jahren in Erscheinung und war beispielsweise 1953 in dem Filmdrama Die Mühle im Schwarzwäldertal zu sehen. Es folgten diverse Rollen in den Heimatfilmen dieser Zeit.
Ab den 1960er Jahren war sie auch verstärkt in kleinen Rollen in Fernsehserien zu sehen. So zum Beispiel Die seltsamen Methoden des Franz Josef Wanninger, Tatort oder Derrick.
In den 70er Jahren war sie auch in etlichen typischen Erotikfilmchen dieser Zeit zu sehen, beispielsweise in (Erotik im Beruf). Bis in die 80er Jahre folgten weitere kleine Rollen in diversen Fernsehfilmen und Serien. Parallel dazu war sie als Sprecherin in etlichen Folgen der Rundfunkserie Königlich Bayerisches Amtsgericht zu hören.
Ihr Grab befindet sich auf dem Neuen Münchner Südfriedhof.

## Filmografie (Auswahl)
Filme
- 1954: Geliebtes Fräulein Doktor
- 1959: Die Bremer Stadtmusikanten
- 1966: Das Bohrloch oder Bayern ist nicht Texas
- 1971: Die nackte Gräfin
- 1975: Der Sternsteinhof
- 1975: Der Wittiber
- 1981: Der Glockenkrieg
- 1984: Zwei Nasen tanken Super

Episodenrollen (Auswahl)
- 1963: Das Kriminalmuseum – Die Fotokopie
- 1965: Die seltsamen Methoden des Franz Josef Wanninger – Die Hexe von Ödach
- 1967: Das Kriminalmuseum – Die Kamera
- 1970: Die Berufe des Herrn K.
- 1981: Die Androjäger
- 1983: Polizeiinspektion 1